# Włodawa
Włodawa (polsk udtale: [vwɔˈdava]; yiddish: וולאָדאַווע, romaniseret: Vlodave; ukrainsk: Володава, romaniseret: Volodava; hviderussisk: Уладава, taraškievica: Uładava) er en by og en kommune (Gmina) i det sydøstlige Polen, ved floden Bug. Den ligger i voivodskabet Lublin (Województwo lubelskie) og har 12.500(2021) indbyggere og et areal på		17,97 km². Den er administrationsby i powiatet (amt) Włodawa.

## Geografi
Byen ligger langs Polens grænse til både det vestligste Hviderusland og Ukraine, på bredden af Bug-floden, 51 km fra Chełm i Polen og Brest i Hviderusland; 64 km fra Terespol, 86 km fra Lublin, og 77 km fra Ljuboml i Volyn oblast i Ukraine. Det er tæt på den hviderussiske sydligste stribe af Brest Raion inden for Brest voblast, der grænser op til det nordvestlige Ukraine.

## Historie
Włodawa blev første gang nævnt i historiske optegnelser i 1242. Den første skriftlige omtale af byen i en gammelslavisk krønike, som fortæller om prins Daniel, der opholder sig der og flygter fra tartarerne i 1241. I 1446-1447 omkringliggende territorier blev annekteret til Storhertugdømmet Litauen, og floden Włodawka markerede grænsen mellem hertugdømmet og den polske krone inden for den Polsk-Litauiske Union. I 1475 modtog Michał og Aleksander Sanguszko byen i bytte med den polske konge Kasimir 4. Jagiellon. I de næste 100 år blev byen hjemsted for Sanguszko-familien. De byggede deres slot her og udviklede byens velstand. Sanguszko tjente på grænseovergangen, som gav gode indtægter. I 1534 fik byen byrettigheder, bekræftet i 1540. På det tidspunkt startede tilstrømningen af den jødiske befolkning, som fremmede handel og håndværk. Beliggenheden ved den store flod, Bug, favoriserede den hurtige udvikling af byen som et kommercielt og transitcenter.